# Snctm (club)
Snctm es un club nocturno y sexual estadounidense fundado en 2013 en Beverly Hills (California). Fue fundado por Damon Lawner siguiendo el modelo de la película de 1999 Eyes Wide Shut, dirigida por Stanley Kubrick. Ha sido llamado el club sexual más exclusivo del mundo. Para unirse o asistir a un evento, el invitado debe rellenar una solicitud y enviar fotos para su aprobación.
Los eventos del Snctm son fiestas de disfraces de etiqueta: los hombres deben llevar esmoquin y las mujeres, lencería o vestidos de cóctel. El club fue el tema de la docuserie de Showtime Naked SNCTM.
En 2023, Lawner reveló que Hunter Biden había sido miembro del SNCTM. Lawner fue expulsado de por vida por violar las normas del club que prohíben revelar la identidad de sus miembros.